# 卡亞石首魚
卡亞石首魚為輻鰭魚綱鱸形目鱸亞目石首魚科的其中一種，被IUCN列為極危保育類動物，分布東南太平洋的秘魯海域，棲息在沿海。